# Скарлет Пимпърнел
Скарлет Пимпърнел (на английски: The Scarlet Pimpernel) е първият роман от поредица историческа фантастика на баронеса Ема Орси, публикувана през 1905 г. Той е написан, след като нейната пиеса със същото заглавие (в съавторство с Монтегю Барстоу) се радва на дълго представяне в Лондон, след като излиза в Нотингам през 1903 г.
Действието на романа се развива по време на управлението на терора след началото на Френската революция. Заглавието е псевдонима на неговия герой и протагонист, рицар англичанин, който спасява аристократи, преди да бъдат изпратени на гилотината. Сър Пърси Блейкни води двойствен живот: на пръв поглед не е нищо повече от разглезен богаташ, но в действителност е майстор на меча и бързо мислещ майстор на маскировката и художник на бягството. Групата господа, които му помагат, са единствените, които знаят за тайната му самоличност. Той е известен със своя символ, просто цвете, червеното зъбче (Anagallis arvensis).
Премиерата е в лондонския Уест Енд на 5 януари 1905 г., пиесата става любима на британската публика, като в крайна сметка има повече от 2000 представления и се превръща в едно от най-популярните представления, поставяни в Лондон. Публикуван след успеха на пиесата, романът постига незабавен успех, спечелвайки последователи от читатели и почитатели във Великобритания и останалия свят.